# Нью-Гейвен (Індіана)
Нью-Гейвен (англ. New Haven) — місто (англ. city) в США, в окрузі Аллен штату Індіана. Частина агломерації Форт-Вейна, розташована переважно на південному березі річки Маумі. Населення — 15 583 особи (2020).

## Географія
Нью-Гейвен розташований за координатами 41°3′48″ пн. ш. 85°1′32″ зх. д. / 41.06333° пн. ш. 85.02556° зх. д. (41.063221, -85.025423).  За даними Бюро перепису населення США в 2010 році місто мало площу 25,57 км², з яких 25,56 км² — суходіл та 0,01 км² — водойми.

### Клімат
| Клімат : Нью-Гейвен           | Клімат : Нью-Гейвен | Клімат : Нью-Гейвен | Клімат : Нью-Гейвен | Клімат : Нью-Гейвен | Клімат : Нью-Гейвен | Клімат : Нью-Гейвен | Клімат : Нью-Гейвен | Клімат : Нью-Гейвен | Клімат : Нью-Гейвен | Клімат : Нью-Гейвен | Клімат : Нью-Гейвен | Клімат : Нью-Гейвен | Клімат : Нью-Гейвен |
| Показник                      | Січ.                | Лют.                | Бер.                | Квіт.               | Трав.               | Черв.               | Лип.                | Серп.               | Вер.                | Жовт.               | Лист.               | Груд.               | Рік                 |
| Абсолютний максимум, °C       | 20,6                | 22,8                | 32,2                | 32,2                | 37,2                | 41,1                | 39,4                | 38,9                | 37,8                | 32,8                | 26,1                | 21,7                | 41,1                |
| Середній максимум, °C         | −0,6                | 2,2                 | 8,3                 | 15,6                | 22,2                | 27,2                | 28,9                | 27,8                | 23,9                | 17,2                | 9,4                 | 2,2                 | 15,4                |
| Середній мінімум, °C          | −8,9                | −7,2                | −1,7                | 3,3                 | 9,4                 | 15,0                | 17,2                | 15,6                | 11,7                | 5,6                 | 0,6                 | −5,6                | 4,6                 |
| Абсолютний мінімум, °C        | −31,1               | −28,3               | −23,3               | −13,9               | −2,8                | 2,2                 | 3,3                 | 3,3                 | −1,7                | −7,2                | −18,3               | −27,8               | −31,1               |
| Норма опадів, мм              | 52                  | 49                  | 73                  | 90                  | 95                  | 103                 | 91                  | 91                  | 71                  | 67                  | 76                  | 70                  | 928                 |
| ----------------------------- | ------------------- | ------------------- | ------------------- | ------------------- | ------------------- | ------------------- | ------------------- | ------------------- | ------------------- | ------------------- | ------------------- | ------------------- | ------------------- |
| Джерело: The Weather Channel. |                     |                     |                     |                     |                     |                     |                     |                     |                     |                     |                     |                     |                     |

## Демографія
Згідно з переписом 2010 року, у місті мешкали 14 794 особи в 5839 домогосподарствах у складі 3986 родин. Густота населення становила 579 осіб/км².  Було 6328 помешкань (247/км²).
Расовий склад населення:
| - 93,2 % — білих - 3,3 % — чорних або афроамериканців - 0,4 % — корінних американців - 0,4 % — азіатів - 0,1 % — вихідців з тихоокеанських островів |

До двох чи більше рас належало 1,7 %. Частка іспаномовних становила 3,1 % від усіх жителів.
За віковим діапазоном населення розподілялося таким чином: 26,2 % — особи молодші 18 років, 59,9 % — особи у віці 18—64 років, 13,9 % — особи у віці 65 років та старші. Медіана віку мешканця становила 37,5 року. На 100 осіб жіночої статі у місті припадало 92,7 чоловіків;  на 100 жінок у віці від 18 років та старших — 89,7 чоловіків також старших 18 років.
Середній дохід на одне домашнє господарство  становив 54 861 долар США (медіана — 46 560), а середній дохід на одну сім'ю — 61 205 доларів (медіана — 53 686). Медіана доходів становила 46 476 доларів для чоловіків та 31 881 долар для жінок. За межею бідності перебувало 16,1 % осіб, у тому числі 23,9 % дітей у віці до 18 років та 6,0 % осіб у віці 65 років та старших.
Цивільне працевлаштоване населення становило 7542 особи. Основні галузі зайнятості: освіта, охорона здоров'я та соціальна допомога — 22,2 %, виробництво — 19,4 %, роздрібна торгівля — 10,4 %, мистецтво, розваги та відпочинок — 9,5 %.